# Peter Kasper (Widerstandskämpfer)
Peter Kasper (* 17. März 1907 in Krettnich bei Wadern; † 14. März 1939 in der Justizvollzugsanstalt Plötzensee) war ein deutscher Widerstandskämpfer, der zur Zeit des Nationalsozialismus hingerichtet wurde.

## Leben
Peter Kasper wuchs als jüngstes von neun Geschwistern einer verarmten katholischen Kleinbauernfamilie auf. Nach dem frühen Tod beider Elternteile zog er 1922 nach Völklingen, wo er als Hilfsarbeiter seinen Lebensunterhalt verdiente. Ab 1932 arbeitete er auf der Grube Petite-Rosselle als Hauer und Schlepper. Parallel besuchte er die Handelsschule. 1928 wurde er Mitglied des Lothringischen Bergbauverbands, der kommunistisch geführt wurde.
Angesichts der Weltwirtschaftskrise verlor er seine Arbeit und versuchte sein Glück zunächst im Wurmrevier, bis er 1931 nach Amerikanka im Donezbecken ging. Dort trat er der KPdSU bei und heiratete eine Frau aus Baesweiler, die ebenfalls ausgewandert war. In der Partei bot er Schulungen an und redigierte die Werkszeitung Sturm auf Kohle. Im Winter 1933/34 nahm er die sowjetische Staatsbürgerschaft an. Lange als politischer Arbeiter in Amerikanka bekannt, begann er im August 1934 ein Studium an der Kommunistischen Universität der nationalen Minderheiten des Westens in Moskau, eine Schule der Kommunistischen Internationale.
Nachdem diese Kaderschule 1936 geschlossen wurde und gleichzeitig seine Ehe scheiterte, stand er vor dem finanziellen Aus, kehrte in das Deutsche Reich zurück und versuchte vergeblich, seine Ehe zu retten. Seit seiner Rückkehr stand er unter Beobachtung durch die Gestapo, die über seine Betätigung als Agent der Komintern informiert war. Dennoch konnte er zunächst unbehelligt agieren und bekam Arbeit als Hauer in Aalen. Dort lernte er einen kommunistischen Zirkel aus ehemaligen KPD-Mitgliedern kennen. Der Zirkel kam allerdings über politische Gespräche und das Abhören von Radio Moskau nicht hinaus.
Am 19. Mai 1937 wurde Kasper festgenommen. Seine Mitverschwörer wurden wenige Tage später verhaftet. Durch Kaspers Betätigung in der Sowjetunion wurde er als Rädelsführer ausgemacht und im November 1938 „wegen Vorbereitung zum Hochverrat in Tateinheit mit Landesverrat“ in einem dreitägigen Schauprozess zum Tode verurteilt. Der Völkische Beobachter berichtete ausführlich über den Prozess. Kasper wurde als Verräter gebrandmarkt, als „Handlanger ‚im Dienste der Feinde jeder Kultur und Zivilisation, jeder Ordnung und jeden Rechts, der Bolschewisten‘“. Auch die ausländische Presse berichtete intensiv über den Fall als Beispiel für die „Blutjustiz“ des NS-Regimes.
Am 14. März 1939 wurde Kasper mit einer Guillotine in der Justizvollzugsanstalt Plötzensee hingerichtet. Der Völkische Beobachter meldete tags darauf den Vollzug der Todesstrafe unter der Überschrift „Tod dem Verräter!“ und diffamierte Kasper als „ehrvergessenen Lumpen“.